# Çandarlı (famiglia)

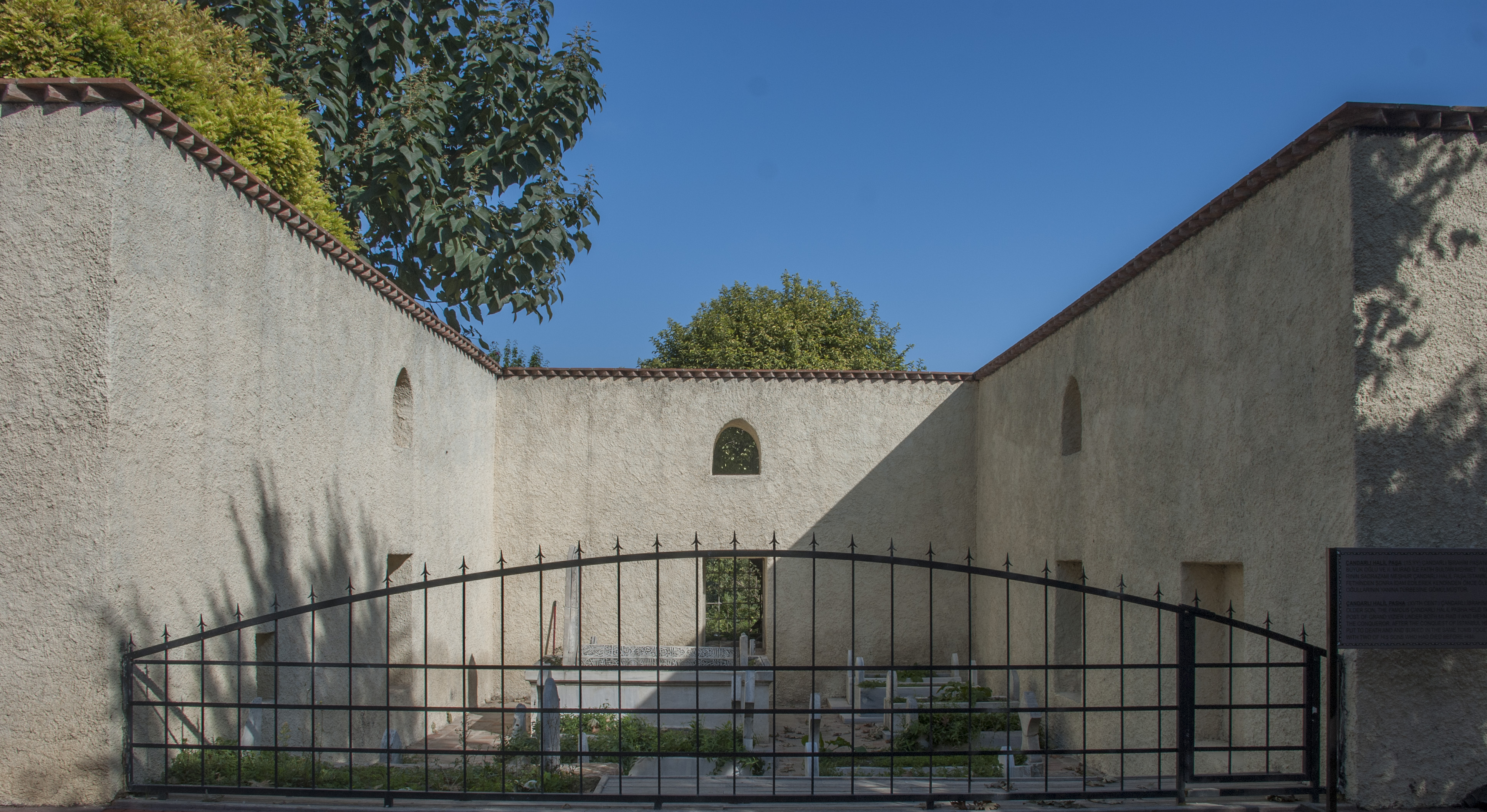
Il mausoleo della famiglia Çandarlı a Iznik

La famiglia Çandarlı (in turco ottomano چاندارلی عائله سی, in turco Çandarlı ailesi) fu un'importante famiglia politica turca che fornì all'Impero ottomano cinque grandi visir durante il XIV e il XV secolo. A quel tempo, fu la seconda famiglia più importante dopo la stessa dinastia ottomana.

## Contesto e storia
A differenza delle monarchie europee, e oltre la dinastia ottomana, l'impero ottomano non aveva un'aristocrazia. Non c'era differenza tra la nascita nobile e la nascita umile e tutti avevano le stesse possibilità di raggiungere gli alti ranghi. L'unico prerequisito per una nomina ufficiale era la conversione all'Islam. Tuttavia, famiglie come i Çandarlı (o, ad esempio, i Köprülü) furono in grado di ottenere il favore della famiglia reale, creando dinastie politiche multigenerazionali e accumulando grandi quantità di ricchezza.
Le radici della famiglia possono essere fatte risalire al villaggio di Çandar (oggi chiamato Cendere, parte della provincia di Ankara, inTurchia) nell'Anatolia centrale. La famiglia era di origine turcomanna nomade turca. Dopo la fondazione del beilicato ottomano (il precursore dell'Impero ottomano), la famiglia si stabilì a İznik (l'antica Nicea, nell'attuale provincia di Bursa, in Turchia). Erano membri della tradizione confraternita Ahî e nei primi anni del beilicato, nel 1326, un membro della famiglia divenne kadı (giudice) di Bilecik. Tra il 1365 e il 1499 cinque membri della famiglia divennero gran visir. In un arco temporale di 88 anni (durante i primi quattro tra il 1365 e il 1453), la famiglia Çandarlı mantenne l'incarico per 64 anni, un'impresa senza precedenti nella storia ottomana.
Çandarlı Kara Halil Hayreddin Pascià fu prima giudice di Bursa e poi primo Gran Visir della famiglia.
All'inizio del XV secolo, Çandarlı Halil Pascià il Giovane, un membro della famiglia, fece costruire un castello per il sultano Murad II nella cittadina dell'Egeo che occupava il sito dell'antica città greca di Pitane, ribattezzandola Çandarlı in onore della sua famiglia. Çandarlı è oggi una località turistica nella provincia turca di Smirne.

## Declino nel 1453
Il sultano Maometto II non gradiva il gran visir del suo defunto padre Çandarlı Halil Pascià il Giovane, che aveva ereditato dal padre Murad II dopo la sua successione al trono nel 1451. Dopo aver conquistato Costantinopoli nel 1453, fece giustiziare Halil, rendendolo il primo di molti gran visir ad essere giustiziato. Dopo Halil, quattro dei suoi gran visir furono di origine devşirme (ovvero non turca e non musulmana). Ci fu effettivamente un aumento degli amministratori schiavi, i quali erano molto più facili da controllare.

## Anni successivi
Sebbene un quinto membro della famiglia Çandarlı (Çandarlı Ibrahim Pasha il Giovane) riuscì a raggiungere la carica di gran visir durante il regno di Bayezid II nel 1498, la famiglia non si riprese mai completamente dallo shock del 1453. Negli anni successivi lavorarono per l'Impero anche altri due membri della famiglia. İsa Pascià (morto nel 1549) e Halil Bey (morto nel 1568) prestarono servizio nella burocrazia imperiale, ma non furono in grado di entrare a far parte della Sublime Porta, il governo imperiale centrale.

## Elenco dei Gran Visir della famiglia
| Nome                                  | Mandato   | Sultano(i)                                                |
| ------------------------------------- | --------- | --------------------------------------------------------- |
| Çandarlı Kara Halil Hayreddin Pascià  | 1364–1387 | Murad I                                                   |
| Çandarlı Ali Pascià                   | 1387–1406 | Murad I, Bayezid I, Süleyman Çelebi (Interregno ottomano) |
| Çandarlı İbrahim Pascià il Vecchio    | 1421–1429 | Murad II                                                  |
| Çandarlı Halil Pascià II il Giovane   | 1439–1453 | Murad II, Mehmed II                                       |
| Çandarlı İbrahim Pascià II il Giovane | 1498–1499 | Bayezid II                                                |